# Негуца, Андрей Кириллович
Андрей Кириллович Негуца (рум. Andrei Neguța; род. 18 июля 1952, с. Гырбовец, Новоаненский район, Молдавская ССР, СССР) — молдавский государственный и политический деятель, дипломат. Чрезвычайный и полномочный посол.
Депутат Парламента Республики Молдова XIV—XV, IX созывов (1998—2003, 2014—2017). Чрезвычайный и полномочный посол Республики Молдова во Франции, королевстве Испания и Португалии (2003—2006). Постоянный представитель Республики Молдова при Совете Европы (2006—2008). Советник президента Республики Молдова в области внешней политики (2016—2017). Чрезвычайный и полномочный посол Республики Молдова в Российской Федерации, Казахстане, Таджикистане и Киргизии (2008—2012, 2017—2020).

## Биография
Родился 18 июля 1952 в селе Гырбовец Новоаненского района Молдавской ССР.

### Образование
В 1975 окончил химический факультет Кишинёвского государственного университета имени В. И. Ленина.
В 1993 окончил факультет социологии и политологии Одесского государственного университета. 
Владеет французским и русским языками.

### Трудовая деятельность
С 1975 по 1977 работал учителем химии Васиенской средней школы Котовского района Молдавской ССР. Затем в течение семи лет избирался на различные должности в Котовском райкоме комсомола.
С 1984 по 1991 — секретарь партийных комитетов сельхозпредприятий «Молдова» и «Victoria», второй и первый секретарь Котовского (Хынчештского) райкома Компартии Молдавии.
С 1991 по 1995 работал в частном коммерческом предприятии города Хынчешты.
С 1995 по 1997 — заместитель председателя Хынчештского райисполкома.
С 22 марта 1998 по 5 декабря 2003 — депутат Парламента Республики Молдова XIV и XV созывов. В 1998 и 2001 годах избирался депутатом по списку Партии коммунистов, был членом делегации парламента Молдовы в Парламентской ассамблее ОБСЕ. В 1998 избран членом Комиссии по делам молодёжи, спорта и туризма. В 2001 избран сопредседателем комиссии по внешней политике парламента Республики Молдова, руководителем делегации парламента в Парламентской ассамблее Совета Европы, сопредседателем молдавской части межпарламентской комиссии по сотрудничеству парламента Республики Молдова и Федерального собрания Российской Федерации, членом парламентской группы дружбы Республики Молдова с Сирийской Арабской Республикой. Член парламентской и национальной комиссий по европейской интеграции.
С 19 ноября 2003 по 19 мая 2006 — чрезвычайный и полномочный посол Республики Молдова во Франции, королевстве Испания и Португалии по совместительству (с 15 апреля 2004 по 7 ноября 2005), а также представитель Республики Молдова в ЮНЕСКО и Международной организации Франкофонии.
С 28 июля 2006 по 3 декабря 2008 — постоянный представитель Республики Молдова при Совете Европы.
27 ноября 2008 присвоен дипломатический ранг «посол».
С 26 декабря 2008 по 26 апреля 2012 — чрезвычайный и полномочный посол Республики Молдова в Российской Федерации. Отозван с должности после заявления о том, что «вывод российских войск с территории страны может представлять опасность как для Молдавии, так и для региона в целом», «если убрать охрану этих складов (в Колбасне)... угроза для Молдовы и региона в целом несомненно повысится».
22 мая 2009 группа из 16 коммунистов-депутатов Парламента Республики Молдова выдвинула Негуцу альтернативным кандидатом на пост президента Молдавии. Негуца стал вторым кандидатом в президенты. Первым кандидатом коммунистов являлась премьер-министр Молдавии Зинаида Гречаный.
С 9 декабря 2014 по 25 мая 2017 — депутат Парламента Республики Молдова IX созыва. Член комиссия по правам человека и межэтническим отношениям, член парламентской группы дружбы Республики Молдова с Белоруссией и член делегации парламента в Парламентской ассамблее Совета Европы.
С 26 декабря 2016 по 4 мая 2017 — советник президента Республики Молдова в области внешней политики.
С 3 мая 2017 по 14 декабря 2020 — чрезвычайный и полномочный посол Республики Молдова в Российской Федерации, и по совместительству в Казахстане (с 24 октября 2018), Таджикистане (с 7 ноября 2018) и Киргизии (с 28 ноября 2018). Отозван с должности после скандала с машинами диппредставительства: в ночь на 6 декабря 2020 при пересечении молдавско-украинской границы со стороны Молдавии через пограничный пункт пропуска Паланка—Маяки сотрудниками спецслужб и молдавской таможни был остановлен микроавтобус посольства Молдавии в России, в котором была обнаружена крупная партия анаболических стероидов. Негуца был задержан и арестован по делу о контрабанде лекарственных средств, позднее уголовное преследование в его отношении а также в отношении водителя микроавтобуса, проходившего по делу, было прекращено.

## Семья
Женат, супруга — Татьяна Негуца, дети — сыновья Вадим (род. 1982) и Кирилл (род. 1985).

## Награды
- Орден «Трудовая слава» (17 июля 2002) — за долголетний плодотворный труд в государственных органах, значительный вклад в реализацию внешнего политического курса Республики Молдова и активную законодательную и общественную деятельность[53]
- Орден Почёта (17 января 2020) — за значительный вклад в реализацию внешнеполитического курса Республики Молдова, заслуги в интеграции страны в международные структуры и плодотворную дипломатическую деятельность[54]